# 1924 en cyclisme
| Années du cyclisme : 1921 - 1922 - 1923 - 1924 - 1925 - 1926 - 1927    |
| Décennies du cyclisme : 1890 - 1900 - 1910 - 1920 - 1930 - 1940 - 1950 |

Les faits marquants de l'année 1924 en cyclisme.

## Par mois

### Mars
- 16 mars : l'Italien Pietro Linari remporte Milan-San Remo.
- 18 mars : le belge Gerard Debaets gagne le Tour des Flandres. C'est la première manche du championnat de Belgique sur route.
- 30 mars : 1re manche du championnat d'Italie sur route, l'Italien Federico Gay gagne Milan-Turin pour la deuxième fois.

### Avril
- 6 avril : le Belge Jules Van Hevel gagne Paris-Roubaix.
- 20 avril : l'Espagnol Remigio Lorono gagne la première édition du Grand Prix de Pâques.
- 27 avril : le Belge Felix Sellier gagne le Tour de Belgique. C'est la deuxième manche du championnat de Belgique sur route.
- 27 avril : 2e manche du championnat d'Italie sur route, l'Italien Costante Girardengo gagne le Tour du Piémont pour la troisième fois.
- 27 avril : le Français Pierre Bachellerie gagne la Polymultipliée.

### Mai
- 4 mai : le Belge Louis Mottiat gagne Paris-Tours.
- 5 mai : le Suisse Henri Suter gagne le Championnat de Zurich pour la quatrième fois.
- 10 mai : départ du Tour d'Italie (3e manche du championnat d'Italie sur route).
- 11 mai :le Belge René Vermandel gagne le Grand Prix de l'Escaut pour la deuxième fois. C'est la troisième manche du championnat de Belgique sur route.
- 18 mai : le Français Francis Pélissier gagne Bordeaux-Paris pour la deuxième fois.

### Juin
- 1er juin : le Tour d'Italie est remporté par Giuseppe Enrici.
- 1er juin : le Belge Felix Sellier gagne Paris-Bruxelles pour la troisième fois d'affilée. C'est la quatrième manche du championnat de Belgique sur route.
- 1er juin : l'Espagnol Mucio José  Miquel gagne le Tour de Catalogne.
- 1er juin : le Suisse Kastor Notter devient champion de Suisse sur route.
- 8 juin : le Luxembourgeois Nicolas Frantz conserve son titre de champion du Luxembourg sur route.
- 8 juin : l'Espagnol Guillermo Anton gagne la Vuelta a los Puertos.
- 15 juin : l'Italien Libero Ferrario gagne les Trois vallées varésines.
- 15 juin : le Français Marcel Bidot gagne Paris-Bourges.
- 22 juin : départ du Tour de France. Le Français Henri Pélissier (35 ans) qui voulait rester sur une victoire dans le Tour est contraint par M. Montet son employeur de participer à l'épreuve. Une bonification de trois minutes est accordée à chaque vainqueur d'étapes. Les favoris sont les Italiens Ottavio Botecchia et Giovanni Brunero. Bottecchia gagne la 1re étape Paris-Le Havre et prend le maillot jaune, le Français Maurice Ville fini second, le Belge Félix Sellier termine 3e, le Français Henri Pélissier finit 4e, le Luxembourgeois Nicolas Frantz est 5e, l'Italien Giovanni Brunero est 6e.
- 24 juin : le Français Romain Bellenger gagne, au sprint devant ses cinq compagnons d'échappée, la 2e étape du Tour de France Le Havre-Cherbourg, 2e le Français Maurice Ville, 3e le Luxembourgeois Nicolas. Victimes d'une cassure, le Belge Félix Sellier 7e, l'Italien Ottavio Bottecchia 17e et le Français Henri Pélissier 28e sont à 24 secondes. Au classement général, 1er Bottecchia, 2e Ville à 2 minutes 36 secondes, 3e Frantz même temps.
- 24 juin : le Néerlandais Piet Ikelaar conserve son titre de champion des Pays-Bas sur route.
- 26 juin : à l'issue d'un éliminatoire sur le vélodrome de Brest, les Belges Philippe Thys et Théophile Beeckman sont déclarés vainqueur à égalité de la 3e étape du Tour de France Cherbourg-Brest, 3e le Belge Raymond Englebert. Au classement général, grâce à la bonification, Beeckman se retrouve co-leader à égalité de temps avec l'Italien Ottavio Bottecchia, qui le devance cependant aux points, 3e le Luxembourgeois Nicolas Frantz à 2 minutes 36 secondes. Le fait du jour est l'abandon des Frères Henri et Francis Pélissier et du Français Maurice Ville. Pour les départs à 2 h du matin, Henri Pélissier met deux maillots et il en  jette un dès que le soleil se lève. Il a été averti la veille que le règlement interdit cette pratique. Ce matin là, un commissaire tâte le torse d'Henri afin de savoir s'il porte deux maillots. Henri Pélissier s'insurge mais prend le départ. Avec son frère Francis et Maurice Ville, ils abandonnent à la gare de Coutances. Le célèbre journaliste Albert Londres va à leur rencontre et publie le lendemain un article dont le titre est : "les Forçats de la Route". Dans cet article, il relate toutes les souffrances des coureurs du Tour de France recueillies auprès d'Henri Pélissier. Cet article va faire beaucoup pour la publicité du Tour et sa renommée va croître. M. Montet, employeur de Pélissier, est également content de la publicité faite à sa marque, Henri Pélissier qui ne voulait pas courir ce Tour s'en sort avec les honneurs. L'année suivante, les coureurs seront autorisés à jeter ce que bon leur semble.
- 28 juin : le Français Félix Goethals gagne, au sprint devant un groupe de 30 hommes, la 4e étape du Tour de France Brest-Sables d'Olonne, 2e le Français Romain Bellenger, 3e le Belge Théophile Beeckman. Au classement général, 1ers à égalité l'Italien Ottavio Bottecchia et Beeckman, 3e le Belge Léon Scieur qui devance aux points d'autres coureurs dans le même temps.
- 30 juin : le Belge Omer Huysse gagne la 5e étape du Tour de France Sables d'Olonne-Bayonne, 2e l'Italien Ottavio Bottecchia à 1 minute 11 secondes, 3e l'Italien Giovanni Brunero même temps puis tous les autres favoris. Le Belge Théophile Beeckman, 23e à 7 minutes 17 secondes quitte les premières places. Au classement général, 1er Bottecchia, 2e à égalité de temps le Belge Léon Scieur et l'Italien Giovanni Brunero.

### Juillet
- 2 juillet : l'Italien Ottavio Bottecchia gagne en solitaire la 6e étape du Tour de France Bayonne-Luchon qui emprunte les cols d'Aubisque, du Tourmalet, d'Aspin et de Peyresourde, 2e le Belge Lucien Buysse à 18 minutes 58 secondes, 3e le Belge Louis Mottiat à 33 minutes 27 secondes, 4e le Luxembourgeois Nicolas Frantz à 35 minutes 34 secondes, 5e le Belge Théophile Beeckman à 36 minutes 16 secondes, 6e le Français Marcel Huot à 42 minutes 12 secondes, 7e'Italien Giovanni Brunero à 47 minutes 40 secondes. On déplore les abandons des Belges Léon Scieur et Odile Defraye ainsi que celui du Français Honoré Barthélémy.  Au classement général : 1er Bottecchia, 2e Buysse à 30 minutes 21 secondes, 3e Frantz à 42 minutes 15 secondes.
- 4 juillet : l'Italien Ottavio Bottecchia gagne au sprint la 7e étape du Tour de France Luchon-Perpignan qui emprunte les cols de Portet d'Aspet de Port et de Puymorens, 2e le Belge Philippe Thys, 3e le Français Arsène Alancourt tous même temps, 4e le Luxembourgeois Nicolas Frantz à 3 minutes 48 secondes, 5e l'Italien Giovanni Brunero, 6e l'Italien Bartoloméo Aimo, 7e le Français Marcel Huot tous même temps. Le Belge Lucien Buysse est 16e à 31 minutes 27 secondes. Le Belge Hector Heusghem abandonne. Au classement général : 1er Bottecchia, 2e Frantz à 49 minutes 3 secondes, 3e Huot à 55 minutes 54 secondes.
- 6 juillet : le Belge Louis Mottiat gagne en solitaire la 8e étape du Tour de France Perpignan-Toulon, 2e l'Italien Giovanni Brunero à 2 minutes 25 secondes, 3e l'Italien Ottavio Bottecchia à 4 minutes 21 secondes. Le Luxembourgeois Nicolas Frantz est 6e à 6 minutes 14 secondes. Le Français Marcel Huot abandonne ainsi que le Belge Firmin Lambot. Au classement général : 1er Bottecchia, 2e Frantz à 50 minutes 56 secondes, 3e l'Italien Giovanni Brunero à 58 minutes 32 secondes.
- 8 juillet : le Belge Philippe Thys gagne la 9e étape du Tour de France Toulon-Nice qui emprunte à partir de Nice les cols de Braus, de Castillon et la Turbie (la boucle de Sospel) pour revenir à Nice, 2e l'Italien Bartoloméo Aimo même temps, 3e le Français Jean Alavoine à 6 minutes 13 secondes, 4e et 5e les Italiens Ottavio Bottecchia Giovanni Brunero, 6e le Luxembourgeois Nicolas Frantz, tous même temps. Pas de changement en tête du classement général.
- 10 juillet : l'Italien Giovanni Brunero gagne détaché la 10e étape du Tour de France Nice-Briançon qui emprunte les cols d'Allos, de Vars et de l'Izoard, 2e le Luxembourgeois Nicolas Frantz à 51 secondes, 3e le Français Romain Bellenger à 8 minutes 30 secondes, 4e l'Italien Ottavio Bottecchia à 9 minutes 55 secondes. Au classement général 1erBottecchia, 2e Frantz à 41 minutes 52 secondes, 3e l'Italien Giovanni Brunero à 45 minutes 37 secondes.
- 12 juillet : le Luxembourgeois Nicolas Frantz gagne, au sprint devant un groupe de 15 hommes, la 11e étape du Tour de France Briançon-Gex qui emprunte les cols du Galibier, du Télégraphe et des Aravis, 2e le Français Jean Alavoine, 3e le Français Félix Goethals, 4e le Belge Théophile Beeckman, 5e l'Italien Ottavio Bottecchia, 12e l'Italien Giovanni Brunero tous même temps. Au classement général, avec la bonification : 1er Bottecchia, 2e Frantz à 38 minutes 52 secondes, 3e Brunero à 45 minutes 37 secondes.
- 13 juillet : 4e manche du championnat d'Italie sur route, l'Italien Costante Girardengo gagne le Tour de Toscane pour la deuxième année d'affilée.
- 14 juillet : le Luxembourgeois Nicolas Frantz gagne au sprint devant les autres favoris la 12e étape du Tour de France Gex-Strasbourg qui emprunte le col de la Faucille, 2e le Français Georges Cuvelier, 3e le Belge Raymond Englebert, 4e l'Italien Ottavio Bottecchia, tous même temps. L'Italien Giovanni Brunero 19eme à 3 minutes 50 secondes perd encore du terrain. Au classement général avec la bonification, 1er Bottecchia, 2eme Frantz à 35 minutes 52 secondes, 3eme Brunero à 50 minutes 27 secondes.
- 16 juillet : le Français Arsène Alancourt gagne en solitaire la 13e étape du Tour de France Strasbourg-Metz, 2e le Français Georges Cuvelier à 2 minute 38 secondes, 3e le Luxembourgeois Nicolas Frantz à 3 minutes 9 secondes. L'Italien Ottavio Bottecchia, renversé par un chien, arrive 21e à 6 minutes 35 secondes;  l'Italien Giovanni Brunero, victime d'un furoncle, est 27e à 7 minutes 55 secondes. Au classement général : 1er Bottecchia, 2e Frantz à 32 minutes 26 secondes, 3e Brunero à 51 minutes 47 secondes.
- 18 juillet : le Français Romain Bellenger gagne au sprint la 14e étape du Tour de France Metz-Dunkerque, 2e le Français Arsène Alancourt, 3e le Belge Lucien Buysse même temps. Le Luxembourgeois Nicolas Frantz 9e et l'Italien Ottavio Bottecchia 10e sont à 4 minutes 2 secondes. L'Italien Giovanni Brunero abandonne. Au classement général : 1er Bottecchia, 2e Frantz à 32 minutes 26 secondes, 3e Buysse à 1 heure 29 minutes.
- 20 juillet : l'Italien Ottavio Bottecchia gagne, au sprint devant un groupe de 17 hommes, la 15e étape du Tour de France Dunkerque-Paris, 2e le Français Arsène Alancourt, 3e le Français Jean Alavoine, 4e le Luxembourgeois Nicolas Frantz, 5e le Belge Lucien Buysse, tous même temps.
- Bottecchia remporte le Tour de France en portant le maillot jaune de la première à la dernière étape, le Luxembourgeois Nicolas Frantz se classe 2e à 35 minutes 26 secondes, le Belge Lucien Buysse termine 3e à 1 heure 32 minutes.
- 23 au 27 juillet : épreuves de cyclisme des Jeux olympiques à Paris.

### Août
- 2 août : championnat du monde sur route à Paris (France). Le Français André Leducq remporte la course amateur.
- 3 août : 5e manche du championnat d'Italie sur route, l'Italien Costante Girardengo gagne le Tour de Vénétie pour la deuxième année d'affilée.
- 3 août : l'Espagnol Juan Bautista LLorens devient champion d'Espagne sur route.
- 4 août : l'Allemand Paul Kohl redevient champion d'Allemagne sur route.
- 3 au 10 août : championnats du monde de cyclisme sur piste à Paris. Le Néerlandais Piet Moeskops est champion du monde de vitesse professionnelle pour la quatrième fois d'affilée. Le Français Lucien Michard est champion du monde de vitesse amateur pour la deuxième fois d'affilée.
- 10 août : le Belge René Vermandel gagne Liège-Bastogne-Liège pour la deuxième fois d'affilée. C'est la cinquième manche du championnat de Belgique sur route. Le Belge René Vermandel redevient champion de Belgique sur route.
- 10 août : le Français Francis Pélissier gagne la première édition du Tour du Pays basque.
- 17 août : le Suisse Henri Sutter gagne le Grand Prix de Genève pour la deuxième fois d'affilée.
- 24 août : l'Italien Luigi Magnotti gagne le Tour de Romagne.
- 24 aout : le Français Francis Pélissier conserve son titre de champion de France sur route. C'est son troisième titre en tout.

### Septembre
2 septembre : le Belge Jules Matton gagne la Coupe Sels.
5 septembre : l'Italien Pietro Bestetti gagne le Tour d'Ombrie. L'épreuve ne sera pas disputée en 1925 et reprendra en 1926.
7 septembre : 5e manche du championnat d'Italie sur route, l'Italien Pietro Linari gagne le Tour d'Émilie.
11 septembre : le Belge Léon Devos gagne le Championnat des Flandres.
16 septembre : l'Italien Alfredo Dinale gagne le Trophée Bernocchi.
20 septembre : 6e manche du championnat d'Italie sur route, l'Italien Romolo Lazzaretti gagne Rome-Naples-Rome.

### Octobre
26 octobre : l'italien Emilio Petiva gagne la Coupe Placci.

### Novembre
1er novembre : l'Italien Nello Ciaccheri gagne Milan-Modène.
9 novembre : 7e manche du championnat d'Italie sur route, l'Italien Giovanni Brunero gagne le Tour de Lombardie pour la deuxième fois d'affilée. À l'issue de la course l'Italien Costante Girardengo est champion d'Italie sur route la huitième fois.